# Toco (Texas)
Pour l’instrument destiné à l’observation des anisotropies, voir TOCO.
La ville de Toco est située dans le comté de Lamar, dans l’État du Texas, aux États-Unis. Sa population s’élevait à 75 habitants lors du recensement de 2010, estimée à 74 habitants en 2016.

## Source
- (en) Cet article est partiellement ou en totalité issu de l’article de Wikipédia en anglais intitulé « Toco, Texas » (voir la liste des auteurs).